# Cross Purposes
Cross Purposes è il diciassettesimo album del gruppo heavy metal Black Sabbath, pubblicato nel 1994.

## Il disco
La riunione della formazione di Mob Rules (Tony Iommi, Ronnie James Dio, Geezer Butler e Vinny Appice coadiuvati da Geoff Nicholls) fu di breve vita, a causa della dipartita di Dio e Appice. Iommi e Butler, richiamarono quindi il cantante Tony Martin mentre alla batteria arrivò Bobby Rondinelli, in passato con i Rainbow. Riacquisì inoltre il suo status di membro ufficiale Geoff Nicholls, perso nel 1991 a causa della riunione con Dio.
L'album presenta sonorità possenti, sulla scia del precedente Dehumanizer, ma nonostante ciò, non ebbe la fama cercata e viene considerato un lavoro buono ma sottovalutato. Il guitar hero Eddie Van Halen ha partecipato alla composizione del brano Evil Eye e vi è una traccia, What's the Use, che compare solo nella pubblicazione giapponese dell'album.

## Tracce
Testi e musiche di Tony Iommi, Tony Martin e Geezer Butler, eccetto dove indicato.
1. I Witness – 4:56
2. Cross of Thorns – 4:32
3. Psychophobia – 3:15
4. Virtual Death – 5:49
5. Immaculate Deception – 4:15
6. Dying for Love – 5:53
7. Back to Eden – 3:57
8. The Hand That Rocks the Cradle – 4:30
9. Cardinal Sin – 4:21
10. Evil Eye – 5:58 (Iommi, Martin, Butler, Eddie Van Halen)

Bonus tracks
1. What's the Use? – 3:03 – (bonus nella versione giapponese)

## Formazione
- Tony Martin - voce
- Tony Iommi - chitarra
- Geoff Nicholls - tastiere
- Geezer Butler - basso
- Bobby Rondinelli - batteria

## Curiosità
Il brano I Witness è presente nel film Viaggi di nozze nella scena in cui Ivano e Jessica "lo fanno strano" a tutta velocità in autostrada, col brano riprodotto dallo stereo della macchina, con conseguente multa dell'autovelox. La copertina dell'album è visibile quando Ivano inserisce l'audiocassetta nell'autoradio.